# Mittenwalde (powiat Dahme-Spreewald)
Mittenwalde – miasto w Niemczech, w kraju związkowym Brandenburgia, w powiecie Dahme-Spreewald. W 2008 r. liczyło 8 683 mieszkańców.